# Frontera Comalapa (kommun)
Frontera Comalapa är en kommun i Mexiko.   Den ligger i delstaten Chiapas, i den sydöstra delen av landet, 900 km sydost om huvudstaden Mexico City. Antalet invånare är 57 580. Arean är 718 kvadratkilometer.
Terrängen i Frontera Comalapa är kuperad norrut, men söderut är den bergig.
Följande samhällen finns i Frontera Comalapa:
- Frontera Comalapa
- Doctor Rodulfo Figueroa
- Agua Zarca
- El Triunfo de las Tres Maravillas
- Monte Redondo
- Veinticuatro de Febrero
- Costa Rica
- Santa Rita
- Bellavista del Norte
- El Anonal
- La Lima
- La Sabinada
- Nuevo San Gregorio
- Benito Juárez
- Rinconada
- Lindavista
- Nueva Revolución
- Loma Bonita
- Revolución
- Nuevo Tres Lagunas
- Los Laureles
- Nuevo Comalapa
- Tamaulipas
- Nueva Delicias
- Nuevo San Francisco Playa Grande
- Horizonte
- Tampico
- San José de las Palmas
- Rincón el Caballar
- Peña Blanca
- Nuevo San Gerónimo
- Villa de Guadalupe
- Nueva Linda
- 20 de Mayo
- Barrio Nuevo
- Nuevo San Juan Carrizal
- La Mesilla
- Santo Domingo
- Vivaley el Sabino
- La Noria
- Paraíso
- San Isidro
- Selegua
- Samaria
- Tres Pinos
- Nuevo Siltepec